# Tien over rood
Tien over rood is een bijzondere spelvorm van het carambolebiljart die vaak in cafés wordt gespeeld. Bij de acquitstoot ligt de speelbal op het benedenacquit, de rode bal op het bovenacquit en de andere aanspeelbal op het middenacquit. Winnaar is de speler die het eerst volgens de specifieke regels 10 caramboles heeft gemaakt.

## Specifieke regels
Een carambole is alleen geldig als de speelbal eerst de rode bal heeft geraakt. Als de rode bal bij een stoot niet geraakt wordt, dan raakt de speler alle punten kwijt tenzij de speler een van tevoren bepaald puntenaantal bereikt heeft. Dat aantal ( vaststaan) varieert in de praktijk meestal van 6 t/m 9. In tegenstelling tot bij het libre spel mag een speler de behaalde caramboles pas noteren nadat de beurt is afgemaakt. Bij het libre spel telt iedere carambole (  wat behaald is, mag worden geschreven) maar bij tien over rood mogen caramboles pas worden geschreven nadat de beurt is afgemaakt. Dit houdt in dat hoewel de speler het vaststaan puntenaantal heeft bereikt en bij de volgende  stoot de rode bal mist toch alle punten kwijt is.  Bij de laatste carambole moet vooraf worden gezegd of men afsluit met een driebandenstoot of met één losse bandstoot over rood. 